# Xã Lynn Grove, Quận Jasper, Iowa
Xã Lynn Grove (tiếng Anh: Lynn Grove Township) là một xã thuộc quận Jasper, tiểu bang Iowa, Hoa Kỳ. Năm 2010, dân số của xã này là 1.650 người.